# Дас, Нилотпал
Нилотпал Дас (англ. Neelotpal Das; род. 20 апреля 1982, Калькутта) — индийский шахматист, гроссмейстер (2006).

## Биография
Нилотпал начал учиться играть в шахматы в 9 лет у своего отца. На следующий год он принял участие в чемпионате мира среди юношей до 10 лет, где занял 7-е место. Впоследствии выигрывал чемпионат Индии в возрастных группах до 12 и до 25 лет.
В 1999 году получил звание международного мастера.
Во время 29-го Международного открытого шахматного турнира в Сан-Себастьяне в 2006 году выполнил свою третью гроссмейстерскую норму и заработал звание гроссмейстера.
В составе сборных Индии принимал участие в Азиатском командном чемпионате в 2003 и 2008 годах.
Участник нокаут-чемпионата мира ФИДЕ 2004.
Окончил Goodricke National Chess Academy. Проживает в Западной Бенгалии.
По данным 2006 года, работал в Oil and Natural Gas Corporation.

## Спортивные достижения
| Год  | Город         | Турнир                                      | + | − | = | Результат | Место |
| ---- | ------------- | ------------------------------------------- | - | - | - | --------- | ----- |
| 2003 | Джодхпур      | 13-й командный чемпионат Азии (3-я сборная) | 2 | 3 | 3 | 3½ из 8   | 3     |
| 2008 | Вишакхапатнам | 15-й командный чемпионат Азии (2-я сборная) | 1 | 2 | 3 | 2½ из 6   |       |

## Изменения рейтинга
| Графики недоступны из-за технических проблем. См. информацию на Фабрикаторе и на mediawiki.org. |